# Метлика (община)
Община Метлика (словен. Občina Metlika) — одна з общин Словенії. Адміністративним центром є місто Метлика.

## Населення
У 2011 році в общині проживало 8414 осіб, 4221 чоловіків і 4193 жінок. Чисельність економічно активного населення (за місцем проживання), 3473 осіб. Середня щомісячна чиста заробітна плата одного працівника (EUR), 819,89 (в середньому по Словенії 987.39). Приблизно кожен другий житель у громаді має автомобіль (50 автомобілів на 100 жителів). Середній вік жителів склав 41,9 роки (в середньому по Словенії 41.8).